# Chocolate Barry
Chocolate Barry var en rockgrupp från Malmö, Sverige. Bandet bestod av bröderna John och Fredrik Krantz samt Marco Manieri.
2001 släppte gruppen sitt enda album, Cucumber Trees and Ice Cold Lemonade, vars låt "I Cry Because of You, Argentina" blev spelad i Sveriges Radio. Titeln var en blinkning till låten Don't Cry For Me Argentina. Albumet spelades in i Tambourine Studios med Marco Manieri som producent.
Bandet spelade aldrig live, förrän John återupptog bandet 2010 med bara sig själv som originalmedlem. Första spelningen ägde rum på klubben "På Besök" i Malmö den 27 februari 2010. En mindre turné följde, varefter bandet lade ned för gott 2011.

## Diskografi
Studioalbum
- 2001 – Cucumber Trees and Ice Cold Lemonade

Singlar
- 2001 – "Popmusic Crazy"[3]
- 2001 – "I Cry Because of You, Argentina'"